# Matteo Moschetti
Matteo Moschetti (ur. 14 sierpnia 1996 w Mediolanie) – włoski kolarz szosowy.

## Osiągnięcia
Opracowano na podstawie:

2018
- 1. miejsce w klasyfikacji punktowej Tour of Antalya
  - 1. miejsce na 1. i 4. etapie
- 1. miejsce w International Rhodes Grand Prix
- 1. miejsce na 2. etapie International Tour of Rhodes
- 1. miejsce na 4. i 7. etapie Tour de Normandie
- 1. miejsce w ZLM tour
- 1. miejsce na 2. etapie Vuelta a Burgos
- 1. miejsce na 2. etapie Tour de Hongrie

2020
- 1. miejsce w Trofeo Felanitx, Ses Salines, Campos, Porreres
- 1. miejsce w Trofeo Playa de Palma

2021
- 1. miejsce w Per sempre Alfredo

2022
- 1. miejsce na 4. etapie Volta a la Comunitat Valenciana

2023
- 1. miejsce w Clásica de Almería

## Rankingi
| Rok             | 2017  | 2018 | 2019 | 2020 | 2021 | 2022 | 2023 | 2024 |
| --------------- | ----- | ---- | ---- | ---- | ---- | ---- | ---- | ---- |
| World Ranking   | 2897. | 408. | 499. | 159. | 255. | 795. | 119. | 235. |
| UCI Europe Tour | 1947. | 230. | 382. | 131. | 217. | 598. | 96.  | -    |
|                 |       |      |      |      |      |      |      |      |
| Źródło: UCI     |       |      |      |      |      |      |      |      |